# La Broque
La Broque település Franciaországban, Bas-Rhin megyében. Lakosainak száma 2577 fő (2022. január 1.). La Broque Le Saulcy, Grandfontaine, Plaine, Rothau, Schirmeck és Solbach községekkel határos.

## Népesség
A település népességének változása:
| Lakosok száma | 2764 | 2704 | 2790 | 2663 | 2646 | 2629 | 2609 | 2595 | 2577 |
|               | 2013 | 2015 | 2016 | 2017 | 2018 | 2019 | 2020 | 2021 | 2022 |